# Stoja (pevačica)
Stoja Novaković (Perlez, 4. jun 1972), najpoznatija po umetničkom imenu Stoja, srpska је folk, pop-folk i turbo-folk pevačica.
Svoj prvi album, Kako je meni sada, izdala je 1998. godine u izdavačkoj kući Lazarević produkcion. Posle toga je snimala za Grand produkciju te ubrzo postala jedna od najpopularnijih i najprepoznatljivijih pevačica na Balkanu. Do 2016. godine je snimala za BN mjuzik, pa se vratila u Grand produkciju.

## Biografija

### Počeci
Stojanka Novaković je rođena kao ćerka Milana i Katice u selu Perlez, u Zrenjaninu u severnoj Srbiji. Odrasla je u Perlezu, gde je živela sve do svoje 25. godine. Smisao za muziku je pokazivala od malih nogu; u školskom horu je pevala prvi glas, a bavila se i folklorom. Osnovnu školu je završila u Perlezu, a srednju u Zrenjaninu.
Njen otac je rođen u Pukišu, selu u opštini Lopare u blizini Brčkog u severoistočnoj Bosni i Hercegovini. Svoj karakterističan i jak alt kao i talenat za pevanje nasledila je upravo od oca. Kako god, otac je nije podržavao u pevanju i nisu govorili godinama jer je ona odlučila da nastavi put svoje karijere. Sa ocem je uspela da se pomiri zahvaljujući svojoj majci.

### Karijera
Stoja je počela da amaterski peva 1987. godine, u kafanama i diskotekama. Godine 1997. je počela da snima svoj prvi album, za nemačku izdavačku kuću Lazarević produkcion. Njen debitantski studijski album, sa simboličnim imenom Kako je meni sada, izašao je 1998. godine. Prvi album se odmah pokazao kao veoma uspešan. Kasnije iste godine, potpisala je ugovor za Grand produkciju (čiji je direktor Saša Popović, a vlasnica Lepa Brena) i izdala svoj drugi album — Ćiki, ćiki (1999). Na albumu se našlo mnogo hitova, a najveći uspeh je postigla naslovna pesma Ćiki, ćiki.
Jedan od Stojinih najvećih hitova, pesma Evropa, mogao je da se čuje u 19. epizodi bosanskohercegovačke TV serije Viza za budućnost; tada su mnogi ljudi u BiH prvi put čuli i zavoleli Stoju, od kada je naročito popularna baš u ovoj zemlji bivše Jugoslavije; sama Stoja je na svom zvaničnom Jutjub kanalu postavila pomenuti insert iz serije.
Stoja je 2006. godine izdala EP Osveta sa dve pesme (sa bendom Južni vetar).
Pesma Revolucija sa muzičkim spotom izašla je oktobra 2010. godine. Video je bio kontroverzan jer se Stoja pojavila u kadi punoj ljutih papričica.
Njen deseti studijski album koji nosi naziv Nije da nije izašao je 6. maja 2013. godine, a izdala ga je bosanskohercegovačka kuća BN mjuzik; ovo je prvi put nakon 15 godina rada za Grand produkciju da je Stoja snimila album sa nekom drugom produkcijom. Nakon izlaska albuma Nije da nije, Stoja je počela da snima singlove bez albuma: Bela ciganka (2013), Takvog dečka hoću ja (2014), Lila lila (2015), Ola ola (2015) i Ti brate imaš sve (2015) za koji je urađen i spot.
Godine 2015. izašao je album Bela ciganka, na kojem su se našle i prethodno pomenute numere (osim Ti brate imaš sve) te hitovi sa prethodnog albuma; izdvojila se naročito nova pesma, Kao ovde nigde nije (prva pesma albuma, istaknuta pored naslovne na jednoj verziji kavera). Sledeće godine objavila je dva singla: Ponovo i Ko preživi neka priča.
Posle ovoga izlaze singlovi sa spotovima: Bomba (2017), Samo jako (sa Reljom i Cobijem, 2017), Ne treba mi život (2017), Čista hemija (spot u kojem je obučena kao Gadafi; sa Cobijem, 2018), Ko bi rekao (sa Kijom, 2018), Idi mami pa se žali (2019), Žena sa Balkana (sa Mimi Mercedez, 2019), Svet se vrti oko nas (sa Mimi Mercedez, 2019), Taki taki (2019), Neka pati (sa Milanom, 2019), Aj, chiki, chiki (sa Ludim Srbima, 2019), Lice, Hera, Jovo nanovo, Milioner i Da li ona zna. Geto Gerila je napravila remiks Stojine pesme Džek (album Naj, naj, 2009) pod naslovom Ostani tu; objavljen je 27. oktobra 2019. godine. Poslednje izdanje u 2019. bio je remiks Geto Gerile za Stojin hit Ćiki, ćiki (istoimeni album, 1999) pod naslovom Aj, chiki, chiki; objavljen je 20. decembra. Dana 3. avgusta 2021. godine, na Stojin Jutjub kanal otpremljen je uradak naslova STOJA - 100% JA (Vol. 1); predstavlja miks šest uživo otpevanih pesama tj. delova pesama (među njima su i stari hitovi Samo i Moje srce ostariti ne sme); posle je izašao i Vol. 2 (sept. 2021) i Vol. 3 (jun 2022). Uradak Dum dum, video — tekst pesme (engl. lyrics video) objavljen je 15. januara 2022. godine kao izdanje Balkan stara.
Dugo vremena Stoja je radila sa svojim dugogodišnjim prijateljem i tekstopiscem Stevanom Simeunovićem, koji je autor gotovo svih njenih pesama od početka karijere. Stojin dugogodišnji saradnik i menadžer je Jasmin Toni Lehman, s kojim je uradila i pjesme Milioner (objavljena januara 2023. godine) i Da li ona zna (objavljena juna 2023. godine).

### Lični život
Stoja se prvi put udala sa 16 godina, postala je majka sa 17, a udovica već sa 19 kada joj je prvi muž 1991. godine poginuo u automobilskoj nesreći, čime je završen njihov trogodišnji brak. Period nakon njegove smrti bio joj je finansijski veoma težak. Tada je izjavila: „Bila sam jako siromašna. Nisam imala šta da jedem...” Baka je postala prvi put sa 33 godine kada se rodila Milica, prvo dete njenog sina Milana. Milan je dve godine posle (2007) sa svojom suprugom Marinom Novaković dobio drugo dete, sina Filipa.
Od 2007. godine Stoja živi u Beogradu, tačnije u Bežanijskoj kosi na Novom Beogradu. Stoja Novaković je postala Jovanović nakon što se 1. novembra 2009. godine udala za arhitektu Igora Jovanovića, posle veze koja je trajala pet godina. Njihova veza nije bila kontinuirana; par je prekidao i ponovo se mirio mnogo puta. Stoja je 2014. godine otkrila da je jednom pokušala da izvrši samoubistvo zabijajući se autom u zid, i to da bi spasla svoj brak od raspadanja.
Dana 4. oktobra 2011. godine Stoja je svoju majku Katicu, koja je imala srčanih problema i dijabetes, pronašla mrtvu u krevetu pitajući se zašto Katica tog jutra nije ustala.
Stoja je preživela automobilsku nesreću 28. maja 2012. godine, kada joj je džip poprilično oštećen pri sudaru sa šleperom. Izvukla se sa samo manjom povredom čela.
Stoja je izjavila da joj je omiljena pevačica Šemsa Suljaković; često je i pevala njene pesme na svojim koncertima i u televizijskim gostovanjima, a čak je bila i intervjuisana zajedno sa Šemsom (juna 2012. godine).

## Diskografija
Studijski albumi
| №  | Godina | Album             | Pesme |
| -- | ------ | ----------------- | --- |
| 01 | 1998.  | Kako je meni sada | 1. Da, da, da 2. Takva je ljubav 3. Nek’ te vetar nosi 4. Ne volim te više 5. Da li ti je duša srećna 6. Sad mi život nije važan 7. Kako ću bez tebe 8. Tako je to 9. Kako je meni sada                                                     |
| 02 | 1999.  | Ćiki, ćiki        | 1. Ćiki, ćiki 2. Prevareni 3. Ni kriva ni dužna 4. Gori, gori stara ljubav 5. Ne moli me 6. Sto godina 7. Neću da ostarim / Moje srce ostariti ne sme 8. Biću tvoja (duet s Đanijem)                                                        |
| 03 | 2000.  | Samo              | 1. Samo 2. Sve što sam imala 3. Zajedno do kraja (duet sa Šerifom Konjevićem ili Jovanom Mihaljicom) 4. Sve se okreće 5. Svaka se greška plaća 6. Nek’ ti se plače danima 7. Iza lažnog osmeha 8. Teško mi je, jer je ljubav mržnja postala |
| 04 | 2001.  | Evropa            | 1. Evropa 2. Umri 3. Neka pati, sve nek’ plati 4. Ne vraćam se ja na staro 5. Bolje i da ne vidim 6. Idi nek’ te sreća prati 7. Samo se jednom živi 8. Mesec sija                                                                           |
| 05 | 2003.  | Zakletva          | 1. Zakletva 2. Živeo 3. Da zavolim ludo... 4. Moj život je moje blago 5. O ne, ne, ne 6. Samo idi 7. Sava tiho teče 8. Nije lako biti mlad                                                                                                  |
| 06 | 2004.  | Starija           | 1. Starija 2. Da isečeš vene 3. Dijamanti 4. Duplo piće 5. Do pola 6. Govore mi tvoje oči 7. Od splava do splava 8. Ne dam ti |
| 07 | 2006.  | Metak             | 1. Ne slušaj vesti 2. Nešto mi govori 3. Gde god pođem [tebi idem] (duet sa Šakom Polumentom) 4. Neću proći jeftino 5. Metak 6. Sve sam živo pokvarila 7. Leti, leti 8. Ako smeta tvojoj sreći                                              |
| 08 | 2008.  | Do gole kože      | 1. Baš, baš 2. Do gole kože 3. Idi 4. Kučka 5. Može viski 6. Pogrešna 7. Potopiću ovaj splav / Splav [I] 8. Stena 9. Muzika (duet sa Dejanom Matićem)                                                                                       |
| 09 | 2009.  | Naj, naj          | 1. Noćna mora 2. Da li si za seks 3. Džek 4. Zamalo 5. Jača nego pre 6. Naj, naj 7. Splav II 8. Volim te |
| 10 | 2013.  | Nije da nije      | 1. Hoću pesmu, hoću lom 2. Kakva sam takva sam 3. Nije da nije 4. Pare, pare 5. Robija 6. Sad ja tebe neću 7. Šuki, šuki 8. Zgazi, ubi |
| 11 | 2015.  | Bela ciganka      | 1. Kao ovde nigde nije 2. Bela ciganka 3. Lila lila 4. Takvog dečka hoću ja 5. Ola, ola 6. Robija 7. Nije da nije 8. Hoću pesmu, hoću lom 9. Zgazi, ubi 10. Kakva sam takva sam 11. Pare, pare                                              |

Kompilacije
- Viki, Dara, Seka & Stoja — 4 dame (2004) — 2×CD
- Stoja & Sejo Kalač (2005)
- (2007)
- Kao ovde nigde nije! / Bela ciganka (2015)

Ostalo
- Što me tražiš sada (sa Koletom; 1998) — duet
- Šemsa & Stoja (2000) — remiks album
- Zašto sam ti verovao (sa Đanijem; 2003) — duet
- Ponovo (2016) — singl
- Ko preživi neka priča (2016) — singl
- Meni se ne spava (sa Bijelim dugmetom; 2007) — poseban nastup

### Videografija
| Spot                 | God. | Režiser              |
| -------------------- | ---- | -------------------- |
| Starija              | 2004 | Dejan Miličević      |
| Metak                | 2006 | DM SAT               |
| Ja te Mićo ne volim  | 2008 | Siti rekords         |
| Do gole kože         | 2008 | DM SAT               |
| Kučka                | 2008 | DM SAT               |
| Pogrešna             | 2009 | Dejan Miličević      |
| Da li si za seks     | 2009 | Dejan Miličević      |
| Kakva sam, takva sam | 2009 | DM SAT               |
| Živi i uživaj        | 2010 | DM SAT               |
| Revolucija           | 2010 | G. Šljivić           |
| Pare, pare           | 2012 | BN mjuzik            |
| Ti brate imaš sve    | 2015 | Darko Stanković      |
| Bomba                | 2017 | G. Šljivić           |
| Samo jako            | 2017 | Andrej Ilić,         |
| Ne treba mi život    | 2017 |                      |
| Čista hemija         | 2018 | Leonard Firstner     |
| Ko bi rekao          | 2018 |                      |
| Idi mami pa se žali  | 2019 | Džimi Džu            |
| Žena sa Balkana      | 2019 | Džimi Džu            |
| Svet se vrti oko nas | 2019 |                      |
| Taki taki            | 2019 |                      |
| Neka pati            | 2019 | Ljuba Radojević      |
| Ostani tu            | 2019 |                      |
| Lice                 | 2020 |                      |
| Hera                 | 2021 | Marko Panić          |
| Jovo nanovo          | 2022 | Vladimir Miladinović |
| Milioner             | 2023 | Royal Films          |

### Koncerti/lajv
- — Sofija (2016)

## Intervjui
- Vi i mi na ti — Top mjuzik TV (2011)
- Iz profila — TV GRAND (2017)
- Specijal intervju — TV studio MT (2017)
- intervju — TV Kopernikus (2019)
- intervju, Grand News — TV GRAND (2021)
- intervju — senzacija.ba (2022)

## Priznanja
Stojinu muzičku karijeru su obeležile pesme koje su postale određena vrsta klasika moderne eks-jugoslovenske folk scene: Metak, Evropa, Do gole kože, Naj, naj, Kučka, Moj život je moje blago i dr. Poznata je po mnogobrojnim provokativnim scenskim nastupima u diskotekama širom Srbije, Bosne i Hercegovine i Hrvatske, ali i Nemačke, Austrije, Švajcarske itd.
Od značajnijih priznanja mogu da se izdvoje nagrade za:
- pevačicu godine — pesma Samo (Oskar popularnosti, Sarajevo), 2000. godine;
- tiraž (Oskar popularnosti, Sarajevo), 2001. godine;
- tiraž (YU dani estrade), 2002. godine;
- folk album godine, 2004. godine;
- folk pevačicu Bosne i Hercegovine, 2005. godine;
- pesmu godine (Beogradski pobednik), 2005. godine;
- pevačicu godine (Čačak), 2006. godine.

## Napomene
1. ↑  Stoja je 2008. godine promenila svoje kršteno ime Stojanka (koje je dobila po svojoj baki Stojanki — Stoji) u pređašnji nadimak i umetničko ime Stoja. Njeno ime Stoja nema nikakve veze sa žargonom stoja za novčanicu od 100 KM.[1][2]
2. ↑  Neki mediji su kao Stojino mesto rođenja pogrešno navodili Bosnu i Hercegovinu, ali ona je novembra 2012. godine u tok-šouu Ništa lično potvrdila da je rođena u današnjoj Srbiji.[4]

## Spoljašnje veze
- (poslednji zvanični veb-sajt koji je radio; ugašen, arhiva)
- Stoja na sajtu  (jezik: engleski)
- Stoja na sajtu
- Stoja na sajtu
- Stoja na sajtu
- „Stoja – Biografija”,  (jezik: bošnjački)